# Asasp-Arros
Asasp-Arros ist eine französische Gemeinde mit 492 Einwohnern (Stand 1. Januar 2022) im Département Pyrénées-Atlantiques in der Region Nouvelle-Aquitaine (vor 2016: Aquitanien). Die Gemeinde gehört zum Arrondissement Oloron-Sainte-Marie und zum Kanton Oloron-Sainte-Marie-1 (bis 2015: Kanton Oloron-Sainte-Marie-Ouest).
Die Einwohner werden Asaspois oder Asaspoises genannt. Der Name in der gascognischen Sprache lautet Asasp-Arròs.

## Geographie
Asasp-Arros liegt etwa 12 km südlich von Oloron-Sainte-Marie am Fuß der Pyrenäen im Béarn. Der Ortskern ist auf 268 m Höhe, der höchste Punkt des Ortsgebiets (1093 m) liegt an der südlichen Grenze am Fuß des Soum de Soutouru.
Umgeben wird der Ort von den Nachbargemeinden:
| Ance-Féas | Agnos Gurmençon                             |                            |
| Aramits   | Kompassrose, die auf Nachbargemeinden zeigt | Eysus Lurbe-Saint-Christau |
| Issor     | Sarrance                                    | Escot                      |

Asasp-Arros liegt im Einzugsgebiet des Flusses Adour. Der Gave d’Aspe, ein Zufluss des Gave d’Oloron, strömt an der östlichen Gemeindegrenze entlang.
Zahlreiche linke Nebenflüsse münden im Ortsgebiet in den Gave d’Aspe:
- Ruisseau des Arrayous
- Ruisseau de Cournales (Quelle im Ortsgebiet)
- Ruisseau de Labatnère (Quelle im Ortsgebiet)
- Gave de Lourdios
- Ruisseau Toupiette

Im Westen der Kommune entspringt ein Nebenfluss des Gave d’Oloron, die Mielle, und mit ihr zahlreiche Zuflüsse:
- Arrec de Termy
- Arrec de Cazaux
- Ruisseau de Sarraude
- Ruisseau des Hourquets.[4]

## Geschichte
Asasp wird erstmals 1364 als asap in den fors de Béarn, eine Sammlung von amtlichen Texten der Vizegrafschaft von Béarn, erwähnt. Im Jahre 1385 werden bei einer Volkszählung 17 Haushalte gezählt und vermerkt, dass das Dorf in der Bailliage von Oloron liegt. 
Arros wird im 12. Jahrhundert erstmals im Kopialbuch von Gabas erwähnt. In der Volkszählung im Jahre 1385 wurden 7 Haushalte gezählt und vermerkt, dass die Siedlung in der Bailliage von Oloron liegt. Zu dieser Zeit gab es ein Laienkloster in Abhängigkeit des Vizegrafen von Béarn.
Die Römerstraße, die das heutige Oloron-Sainte-Marie über die Pyrenäen mit Spanien verband, führte an den beiden Dörfern vorbei und überquerte den Gave d’Aspe auf der Höhe von Asasp, was die einzige Möglichkeit außerhalb Olorons war. Für Fußgänger ermöglichte dies bis 1494 ein hölzerner Steg, Pferde und Fuhrwerke mussten durch das Wasser über eine Furt auf das andere Ufer gelangen. Oloron wehrte sich lange gegen den Bau einer Brücke zwischen Asasp und Lurbe, weil dann die Ströme von Händlern und Pilgern nicht mehr notwendigerweise über Oloron vorbei, sondern nur noch auf der linken Uferseite verbleibend über das damals rivalisierende Sainte-Marie zögen. Nach dem Bau der Brücke sahen sich Asasp und Arros dann an einer Nebenstrecke des Jakobswegs nach Santiago de Compostela, was die Bedeutung und den Wohlstand erhöhte.
1956 wurde beschlossen, den Namen von Arros in „Arros d’Oloron“ zu ändern, um eine Verwechslung mit Arros-de-Nay zu vermeiden. Am 1. Januar 1973 schlossen sich die beiden Kommunen zusammen.

### Einwohnerentwicklung
Nach einem Höhepunkt von über 700 Einwohnern gegen Mitte des 19. Jahrhunderts hat die Zahl bis zum Zusammenschluss der Gemeinden fast bis zur Hälfte abgenommen. Über den Zuwachs der 106 Einwohner von Arros zum Zeitpunkt der Fusion hinaus stieg die Zahl bis 1990, bis sie in den folgenden Jahren ungefähr auf das Niveau von 1968 zurückgefallen ist.
| Jahr      | 1962 | 1968 | 1975 | 1982 | 1990 | 1999 | 2006 | 2009 | 2022 |
| --------- | ---- | ---- | ---- | ---- | ---- | ---- | ---- | ---- | ---- |
| Einwohner | 434  | 395  | 566  | 564  | 601  | 547  | 524  | 518  | 492  |

Ab 1962 offizielle Zahlen ohne Einwohner mit Zweitwohnsitz

## Sehenswürdigkeiten

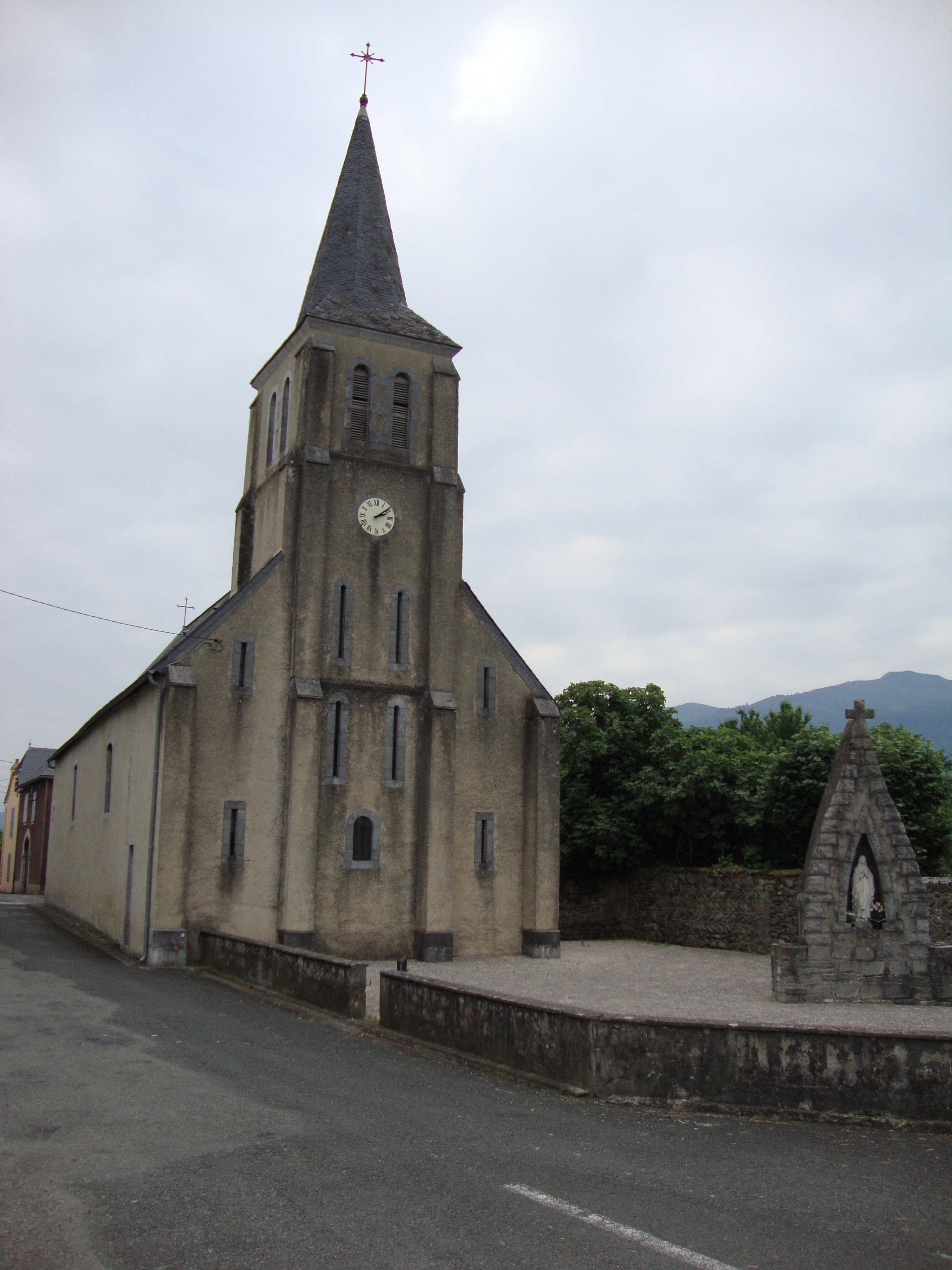
Kirche Saint-Vincent-Diacre im Ortsteil Arros

- Kirche Saint-Vincent-Diacre im Ortsteil Arros, gewidmet Vinzenz von Valencia. Möglicherweise auf romanischen Fundamenten gebaut, ist das heutige Bauwerk gegen Ende des 19. Jahrhunderts umfänglich restauriert worden, so dass Rückschlüsse auf das originale Aussehen schwierig sind. Die Ausstattung im Innern besteht aus bemalten und vergoldeten Holz mit Küstenmotiven wie Leuchttürme und Segelschiffe. Dazu passend ist die Holzdecke in Form eines umgedrehten Schiffsbodens gestaltet, die 1778 vom Maler Jérôme Ribère aus Oloron bemalt wurde.[11][12]

- Kirche Saint-Jean-l’Évangéliste im Ortsteil Asasp, gewidmet dem Apostel Johannes, im 17. Jahrhundert gebaut, im 19. Jahrhundert stark restauriert. Sie hat den traditionellen Grundriss einer Kirche im Béarn mit einem Glockenturm über dem Eingang, einem Kirchenschiff mit zwei Seitenkapellen und einer flachen Apsis. Im Innenraum an der Wand der Apsis befindet sich ein bemerkenswerter Altaraufsatz aus dem 18. Jahrhundert mit vergoldetem Dekor.[13]

## Wirtschaft und Infrastruktur
Der Tourismus ist ein wichtiger Wirtschaftsfaktor, auch wenn die Landwirtschaft weiterhin eine gewisse Bedeutung besitzt. Wanderwege führen durch das waldreiche Gelände. Die geografische Lage an mehreren Flüssen und Bächen und deren Wasserqualität erlaubt die Fischzucht. Ein Wasserkraftwerk wurde errichtet am Zusammenfluss von Gave d’Aspe und Gave de Lourdios.
Asasp-Arros liegt in der Zone AOC des Ossau-Iraty, ein traditionell hergestellter Schnittkäse aus Schafmilch.

### Verkehr
Asasp-Arros wird durchquert von der Route nationale 134 und der Route départementale 918, der ehemaligen Route nationale 618.
Eine Buslinie des TER Aquitaine, einer Regionalbahn der staatlichen SNCF, verbindet die Gemeinde mit Canfranc und Oloron-Sainte-Marie mit Anschluss an die Regionalbahnlinie 63 des TER Aquitaine nach Pau.